# كاني سيب (بشت أربابا)
کاني سیب (بالفارسية: کانی سیب) هي منطقة سكنية تقع في إيران في كردستان. يقدر عدد سكانها بـ 160 نسمة .